# 菊地亜美の1ami9
『菊地亜美の1ami9』（きくちあみのイチアミキュー、略称：アミキュー）は、2009年10月4日から2018年3月31日までラジオ日本で毎週土曜日22:00 - 22:30に放送されていたラジオ番組である。

## 概要
菊地亜美の自身初となるラジオレギュラー番組。また初冠番組でもある。開始当初は基本的には生放送で、他の仕事の都合などがあった場合は事前に収録した録音放送だったが、菊地がタレントとしてブレイクした2011年以降は基本的に録音放送で、生放送は月に1 - 2回程度となり、2016年1月に現時間帯に移行してからは4月29日まで生放送は行われていなかった。
ラジオ日本が“社会の木鐸”時代が終わってから最も長く続いたアイドル番組であった（8年半。次が6年9か月続いた「SUPER☆GiRLS宮崎理奈のナイスみやり!」）。
菊地はラジオ日本「ラジカントロプス2.0」に個人として何度か出演し、その出来は本人曰く酷いものだったが、その一方でラジオに対する興味が湧き、菊地自身から番組がやりたいという希望がマネージャーへと出されていた。自身では数年後というつもりで考えていたが、再びラジオ日本からレギュラーでというオファーがあった。このラジオ開始は菊地自身の2009年一番のニュースだったという。一方で、「ラジカントロプス2.0」のプロデューサーで当番組も担当することになる福田良平は「どんどん会話が展開していく。これはパーソナリティー向き」と菊地を高く評価し、レギュラー番組のオファーを出したという。
初回放送時には番組名が決まっておらず、事前に番組サイトなどで募ったリスナーからの意見の中から、菊地自身が好きだと公言する「109」と当時の年齢「19歳」を掛けて1ami9（いちあみきゅー）と決まった。
放送開始時点では、ラジオ日本で女性アイドルがパーソナリティとなったレギュラー番組は当番組のみであったが、女性アイドルを起用することで高年齢者向けの番組ばかりであった局のイメージアップにもつながるという福田の思惑（福田は編成局主任で制作部も兼任という立場）もあり、放送開始以降増加に転じ、2014年4月改編では19番組（2019年時点で終了番組と当番組も含めると26番組）を数えている。当番組も2度の放送時間拡大で2013年4月より60分番組となっていたが、2017年4月より30分番組に縮小された。
エンディングでは必ず「したっけね〜」（北海道方言で「じゃあね～」）と締める（これはやはり北海道出身の安倍なつみにも共通している）。また、そのエンディングでは放送から一週間先の菊地の出演番組（テレビ番組、ラジオ番組）についての告知もしている。
2018年3月31日終了。8年半の放送に幕を降ろした。

### Webとの連動
福田はラジオ日本入社後Web制作を主に担当していたこともあり、当番組では、ポッドキャスト、ライブイベントなどWebとの連動を積極的に行っている。
- 2017年3月までは翌週の水曜日以降に、ポッドキャストの無料版が配信され、放送分の一部（冒頭から1コーナー程度）か冒頭から終了までの全てが配信されていたが[6]、2017年4月より、プロ野球中継延長のため放送休止になった場合のみ、放送2日後から1週間配信となった[7]。。過去には有料配信が行われていた時期もあり、2010年1月から7月までは月額有料制度があり、月額有料会員は放送分の冒頭から終了までの全てが配信され、「放送分の高音質版」（長編のロケ企画の場合ほぼノーカット）と「菊地亜美の1ami9プレミアム」のmp3ファイルがダウンロード可能。プレミアムは放送とは異なる独自の企画を行い、放送時間も不定であった[8]。有料会員は更に菊地の描いたイラストのpdfファイルのダウンロードなどの特典があった。また、2012年1月から「らじこん」にて有料配信されていた（2011年12月3日放送分から2015年3月21日放送分まで）。放送でカットされた部分や放送終了後のトーク部分が追加されて配信されていた。[8]。
- ライブイベントと称して有料会員向けに番組途中からWebによる動画配信を行い、リスナーからは文字によるチャットでリアクションが行える、ライブチャットやニコニコ生放送に類似した試みが、30分のラジオ放送終了後、23時頃まで行われていた。近年は、生放送終了後に行われる場合は23時15分から2時間程度、生放送終了後に行わない場合や生放送でない場合、不定期に21時から23時ごろまで行われていたが、2015年になってからは行われていない。
- Twitterを用いてスタッフからの情報発信を行い、またリスナーからの質問やクイズの問題応募など、番組宛てメールと同様に扱われている。2010年5月7日の放送は事前に収録されたが、その時間を告知しており、リアルタイムでツイートからの質問を採用した。
- ラジオが生放送の場合、同時に動画の生配信が行われることがある。21時過ぎからラジオ生放送終了後も配信され、スタッフからのお知らせ等が配信されることがある[8][9]。2014年まではUstream（「TOKYO IDOL FESTIVAL 2014」はSHOWROOM）での配信だったが、2015年1月からはYouTube、さらに6月からはSHOWROOMに変更となった。

## コーナー
フリートークと週替わり企画（ゲストを迎えた回はゲストとのトーク）が行われている。
オープニング
2014年3月までは「土曜日の夜10時になりました。ラジオの前のあなたのアイドル菊地亜美です。（中略）『菊地亜美の1ami9』」で始まっていたが、2014年4月よりタイトルコール前に菊地に言わせたいせリフをリスナーから募集したこともあった。2016年1月からは放送時間の変更により「金曜日の25時になりました。（中略）『菊地亜美の1ami9』」で始まっている。
ポチっと選手権
リスナーから菊地に通信販売で買わせたいものを募集。菊地が気に入った商品は実際に購入し、後日感想を述べる。
lespros_ami（れすぷろすあんだーばーあみ）
菊地がツイートしたことや、菊地の事務所アカウント宛（番組宛ではない）にリプライされたツイートを解説。ゲストのツイートを紹介することもあり、その場合はコーナー名がゲストのアカウント（例・遠藤舞の場合「endo_mai」（えんどうあんだーばーまい））となる。
「菊地亜美」で検索（「菊地亜美」でTwitter検索）
Twitter上で「菊地亜美」と検索して、出てきたツイートを紹介。類似のコーナーとして、Yahoo!で「菊地亜美」と検索した際に出てくる予測キーワードを紹介する「「菊地亜美」で予測検索」もある。
コメンテーター菊地
芸能ニュースを中心にニュースを紹介する「情報ライブあみみ屋」（「情報ライブ ミヤネ屋」（読売テレビ）からタイトルを拝借）からリニューアル。芸能以外の時事ネタも扱う。
お願い!あみみング
様々なジャンルの事柄について菊地がランキングを付ける。「お願い!ランキング」（テレビ朝日）からタイトルを拝借。過去には「アミキューベストハウス」（「ザ・ベストハウス123」（フジテレビ）からタイトルを拝借）のタイトルで放送されていた。
アミキュー大喜利
番組から出されたお題に沿ってリスナーから寄せられた回答を紹介。
アミキュー生電話
生放送でリスナーに電話をかけるコーナー。メールを読む流れでいきなりかけることもあれば、その日全てが生電話ということもある。録音放送でも生電話を行うことがあり、その際には電話をかけたリスナー全てが不在ということもあった。たまに菊地の友人・知人やアイドリング!!!メンバー（佐武宇綺、ソンミ、尾島知佳など）に電話をかけることもある。「おもいっきり生電話」（「午後は○○おもいッきりテレビ」（日本テレビ）のコーナーからタイトルを拝借）、「菊地亜美ふぉん・で・りんく」（「小野恵令奈 ふぉん・で・りんく」（文化放送）からタイトルを拝借）などのコーナータイトルで放送されたこともあった。

### 過去のコーナー
アミノ酸のその後
自身のブログ「アミノ酸ブログ」に投稿した内容の補足と、後日談を語る。
簡単クイズキクサゴン
元々はライブイベントの中で菊地やゲストに対して行われていた常識クイズ。ラジオ放送内でもゲストが来た際や、生電話したリスナーに対して行うことがある。
ロケ企画
2010年1月17日の放送は「あみ散歩」として隅田川の水上バスに乗りながら添乗員の説明を受けつつフリートークをした。また今後、「『菊地亜美の1ami9』課外授業」として、関東近郊の中、高、専門学校等に番組が出向き、菊地が授業を行うというような企画も予定されている。2010年11月27日の放送分は、日本工学院八王子キャンパスで公開収録が行われた。
菊地亜美で聴く名作劇場
プレミアム内企画。「マッチ売りの少女」「裸の王様」などの名作童話を朗読する。
菊地の説明責任
ライブイベント、プレミアム内企画。主にカタカナ語、業界用語など、菊地が知らない言葉であっても、知っている体（てい）で説明をする。タイトルの由縁は「アカウンタビリティー」から。
今週のメンバーブログ
アイドリング!!!メンバーのブログを勝手に紹介。主にエンディングで放送。2013年6月から「明日もガンバレイア」として清久レイア（アイドリング!!!30号）、2014年6月から「がんばれなっち」として佐藤麗奈（アイドリング!!!34号）のブログを紹介していたが、卒業を控えた2014年11月はメンバーを特定せず紹介していた。

## 出演者

### パーソナリティー
- 菊地亜美

### ゲスト
- アイドリング!!!（2012年7月28日[10]、2013年7月20日[11]）
※現OGも含む
  - 横山ルリカ（2009年11月8日、2013年6月8日、10月19日、2015年12月5日）
  - 加藤沙耶香（2009年11月22日）
  - 酒井瞳（2010年4月10日）
  - 大川藍（2010年5月7日、2011年11月19日）
  - 谷澤恵里香（2011年6月18日、2012年12月15日）
  - 遠藤舞（2011年8月6日、2013年8月17日）
  - 後藤郁（2012年3月31日）
  - 橋本楓（2012年5月12日）
  - 河村唯（2012年7月14日）
  - 尾島知佳（2012年10月6日）
  - 倉田瑠夏（2013年8月10日）
  - 伊藤祐奈、後藤郁（2013年11月9日）
  - 長野せりな、石田佳蓮（2013年11月16日）
  - 清久レイア（2014年3月1日）
  - 佐藤麗奈（2014年8月9日、2015年4月25日）
  - 長野せりな（2015年2月7日）
  - 古橋舞悠（2015年8月8日）
  - 石田佳蓮（2015年10月31日）
  - 橘ゆりか（2016年8月5日）
- 佐藤さくら（2009年12月13日）
- バカリズム（2009年12月27日、2010年12月11日、2011年12月17日、2012年12月22日、2013年12月28日）
- 9nine
  - 川島海荷（2010年1月24日）
  - 佐武宇綺（2010年6月5日、2012年1月28日、6月23日、2013年3月2日、2014年6月7日、2017年8月19日、8月26日）
  - 西脇彩華、吉井香奈恵、村田寛奈（2010年12月4日）
  - 西脇彩華（2011年8月13日、2012年8月4日）
  - 村田寛奈（2013年11月30日）
  - 吉井香奈恵（2016年5月13日）
- よしもとグラビアエージェンシー
  - 谷侑加子、木村まみ、花乃由布莉、林沙奈恵（2010年3月21日）
  - 林沙奈恵（2010年4月10日）
  - 谷侑加子、花乃由布莉、林沙奈恵（2011年2月12日）
- マキタスポーツ（2010年4月17日）
- 藤岡みなみ（2010年6月19日）
- 清水富美加 （千眼美子）（2010年8月2日、2013年4月6日）
- 内田理央（2010年9月18日）
- 米村美咲（2010年10月16日）
- 風男塾（腐男塾）
  - 赤園虎次郎、紫集院曜介、瀬斗光黄（2010年10月30日）
  - 青明寺浦正（2013年7月27日）
- 重盛さと美（2010年11月13日、2011年11月5日）
- バニラビーンズ（2011年2月5日、2012年4月7日、8月4日、2014年11月8日、2015年11月14日、2017年11月25日、12月2日）
- 門澤清太（2011年3月19日、8月27日、2012年8月4日、2013年7月27日）
- 新田恵利（2011年4月23日）
- AeLL.（2011年5月14日）
- AKB48
※現OGも含む
  - 松井咲子（2011年8月20日、2013年5月18日）
  - 小野恵令奈（2012年8月25日、12月1日）
  - 増田有華（2014年1月25日）
  - 大家志津香（2014年4月26日）
  - 河西智美（2015年12月19日）
- びびこ（2011年9月3日、2012年3月24日）
- JK21（2011年9月24日）
- 嗣永桃子（Berryz工房）（2012年4月21日）
- PASSPO☆
  - 岩村捺未（2012年6月16日）
  - 岩村捺未、根岸愛（2013年2月9日）
  - 岩村捺未、安斉奈緒美（2014年7月26日）
  - 安斉奈緒美（2016年8月26日）
  - 森詩織、安斉奈緒美（2016年11月18日）
- ベイビーレイズ→ベイビーレイズJAPAN（2012年9月22日、2013年9月7日、2015年3月14日）
  - 高見奈央、大矢梨華子（2012年11月24日、2013年4月13日、2014年5月10日、9月13日）
  - 林愛夏、傳谷英里香（2014年6月28日）
- ソンミ（2012年10月20日）
- 角谷浩一（2012年10月27日）
- misono（2013年1月26日、2014年10月25日、2015年8月1日）
- アップアップガールズ（仮）
  - 古川小夏（2013年2月2日）
  - 新井愛瞳（2016年10月28日）
  - 新井愛瞳、佐藤綾乃（2017年5月13日、5月20日）
- IMALU（2013年2月23日）
- i☆Ris
  - 茜屋日海夏、久保田未夢（2013年3月23日）
- 水沢アリー（2013年4月6日）
- THE ポッシボー→チャオベッラチンクエッティ
  - 橋本愛奈、諸塚香奈実（2013年4月20日）
  - 岡田ロビン翔子、後藤夕貴（2017年8月5日、8月12日）
- でんぱ組.inc
  - 夢眠ねむ、成瀬瑛美、古川未鈴（2013年5月4日）
- さんみゅ〜
  - 野田真実、長谷川怜華、山内遥（2013年6月29日）
  - 木下綾菜、野田真実、長谷川怜華（2014年12月6日）
  - 長谷川怜華、西園みすず（2015年10月17日）
- 吉本実憂（X21）（2013年7月13日）
- 吉田豪（2013年7月27日）
- プールイ（2013年7月27日[12]、2014年8月2日）
- SUPER☆GiRLS
  - 勝田梨乃（2013年9月14日）
  - 宮崎理奈（2013年12月7日）
  - 志村理佳、後藤彩（2014年5月10日）
  - 志村理佳、宮崎理奈、田中美麗（2015年2月14日）
  - 宮崎理奈、浅川梨奈（2015年7月25日）
  - 志村理佳、宮崎理奈（2016年3月4日）
  - 浅川梨奈（2016年9月16日）
- 宮本佳那子（2013年11月2日）
- palet
  - 君島光輝、平口みゆき（2013年11月23日）
  - 藤本結衣、木元みずき（2014年4月5日）
  - 藤本結衣、君島光輝（2015年4月18日）
  - 藤本結衣（2015年8月22日）
  - 藤本結衣、平口みゆき（2016年9月23日）
- 勝間和代（2013年12月14日）
- 吉木りさ（2014年2月22日）
- 花金バーナード（2014年5月17日）
- 宮沢セイラ（2014年6月21日）
- 小島瑠璃子（2014年7月12日）
- 神原孝（2014年8月2日）
- WHY@DOLL（2014年8月2日）
- Negicco（2014年8月2日）
- スルースキルズ（2014年8月2日）
- 吉川友（2014年10月18日）
- 長谷川豊（2014年12月13日）
- まどもあ54世（2015年1月17日）
- ひぐち君（髭男爵）（2015年3月14日）
- Dream5
  - 日比美思、玉川桃奈（2015年3月21日）
  - 高野洸（2016年6月24日）
- 藤代太一（2015年3月28日）
- SiAM&POPTUNe
  - 渡久山美月、野呂百合香、宮下一紗（2015年5月16日）
  - 渡久山美月、宮下一紗（2016年11月25日）
- GEM
  - 金澤有希、森岡悠、伊山摩穂（2015年5月23日）
  - 金澤有希、南口奈々（2016年3月25日）[13]
  - 金澤有希、小栗かこ（2017年2月17日）
- 小池美由（2015年6月13日、11月21日）
- Cheeky Parade
  - 渡辺亜紗美、溝呂木世蘭（2015年7月4日）
  - 渡辺亜紗美（2016年2月19日、6月10日、8月26日）
- わーすた
  - 廣川奈々聖（2015年8月15日）[14]
  - 廣川奈々聖、松田美里（2017年2月10日）
- ぷちぱすぽ☆
  - 千葉思佳、八木ひなた（2015年8月29日）
- アイドルネッサンス
  - 橋本佳奈、比嘉奈菜子（2015年9月5日）
  - 比嘉奈菜子（2016年3月11日）
- ゆしん（2015年9月19日）
- ハコイリ♡ムスメ
  - 鉄戸美桜、阿部かれん（2015年11月28日）[15]
- Ange☆Reve
  - 渡辺くるみ、佐々木璃花（2015年12月12日）
- sora tob sakana
  - 風間玲マライカ、神埼風花（2015年12月26日）
- STARMARIE（2016年1月22日）
- 赤マルダッシュ☆
  - 北澤鞠佳、川村彩花（2016年2月12日）
- つりビット
  - 竹内夏紀、長谷川瑞（2016年3月18日）
- ロリィタ族。（2016年5月20日）
- 虹のコンキスタドール
  - 奥村野乃花、根本凪（2016年7月8日）
- 天晴れ！原宿
  - 中江さき、天月ゆり（2016年7月15日）
- La PomPon
  - KIRI、KAREN（2016年7月29日）
- マシンガンズ（2017年6月24日、7月1日）
  - 西堀亮（2016年8月12日）
- Doll☆Elements
  - 小島瑠那、小森ゆきの（2016年8月19日）
- seeDream
  - 幸重なな、神谷泉水、上野露葉（2016年10月14日）
- callme
  - 秋元瑠海、早坂香美（2016年12月2日）
- Flower Notes
  - 高橋みお、長澤佳歩（2016年12月2日）
- 木曽さんちゅう（2016年12月16日）
- イケてるハーツ
  - 新ユウユ、宇咲美まどか（2016年12月23日）
- Party Rockets GT
  - 菊地史夏、守永七彩（2017年1月6日）
- アフィリア・サーガ
  - ミク・ドール・シャルロット、モモコ・リトルベリー（2017年1月20日）
- クピドリック
  - 四方桃子（2017年1月27日）
- ワンダーウィード
  - 滝沢あきな（2017年1月27日）
- Prizmmy☆
  - 日下部美愛、宮崎妃夏（2017年2月24日）
- レッツポコポコ
  - 千歳ちの、琴海りお（2017年3月3日）
- 和島あみ（2017年4月15日）
- PrizmaX
  - 森崎ウィン、福本有希、島田翼（2017年4月29日、5月6日）
- Over The Top
  - 岸野里香、坂本夏樹（2017年6月3日）
- ななめ45°（2017年7月8日）
- 見田村千晴（2017年7月22日、7月29日）
- LoVendoЯ
  - 宮澤茉凜（2017年9月9日）
- ヒグチアイ（2017年10月14日、10月21日）
- SECRET GUYZ（2017年10月28日、11月4日）
- 蒼天のハリー（2018年1月13日）
- predia
  - まえだゆう、沢口けいこ（2018年2月17日）

## 放送時間
- 2009年10月4日 - 2010年3月28日 毎週日曜日21時00分 - 21時30分
- 2010年4月3日 - 2010年9月25日 毎週土曜日22時30分 - 23時00分
- 2010年10月2日 - 2012年3月31日 毎週土曜日22時00分 - 22時30分
- 2012年4月7日 - 2013年3月23日 毎週土曜日22時00分 - 22時55分
- 2013年4月6日 - 2016年1月2日　毎週土曜日22時00分 - 23時00分[16]
- 2016年1月9日（8日深夜） - 2017年4月1日（3月31日深夜）毎週土曜日1時00分 - 2時00分（金曜25時00分 - 26時00分（ラジオ日本NEXT枠））
- 2017年4月1日 - 毎週土曜日22時00分 - 22時30分

## 1ami9LIVE!
番組がプロデュースする音楽イベント。菊地がMCで進行し、ゲストのライブ以外に様々な企画を行う。
|        | 公演日         | 会場                           | 出演 | 備考                                                                      |
| ------ | -------------- | ------------------------------ | --- | ------------------------------------------------------------------------- |
| #001   | 2015年5月24日  | TOKYO FM HALL                  | SiAM&POPTUNe（オープニングアクト）、さんみゅ〜、palet、GEM、佐藤麗奈（プラスワンゲスト）、赤マルダッシュ☆（お手伝い） MC：菊地亜美、クロちゃん | 2015年5月30日、6月6日の番組内で放送                                       |
| #002   | 2015年9月13日  | TOKYO FM HALL                  | アイドルネッサンス、ぷちぱすぽ☆、吉田凜音、わーすた、小池美由（プラスワンゲスト） MC：菊地亜美、クロちゃん                                     | 2015年9月26日、10月3日の番組内で放送                                      |
| #003   | 2015年12月27日 | TOKYO FM HALL                  | 昼の部：sora tob sakana、Ange☆Reve、ハコイリ♡ムスメ、大阪☆春夏秋冬 MC：菊地亜美、クロちゃん、小池美由                                          | 昼夜2部制 昼の部は2016年1月8日の番組内で放送。夜の部は2016年1月15日放送。 |
| #003   | 2015年12月27日 | TOKYO FM HALL                  | 夜の部：河西智美、さんみゅ〜、A応P、La PomPon MC：菊地亜美、クロちゃん、佐藤麗奈                                                               | 昼夜2部制 昼の部は2016年1月8日の番組内で放送。夜の部は2016年1月15日放送。 |
| EXTRA  | 2016年5月25日  | 関交協ハーモニックホール       | 新原聖生（さんみゅ〜）、MAINA（大阪☆春夏秋冬） MC：クロちゃん                                                                                  |                                                                           |
| #004   | 2016年7月17日  | TOKYO FM HALL                  | 大阪☆春夏秋冬、つりビット、虹のコンキスタドール、天晴れ！原宿、パンダみっく（オープニングアクト） MC：菊地亜美、クロちゃん                     | 2016年7月22日の番組内で放送                                               |
| EXTRA2 | 2016年11月11日 | 京都文化博物館                 | 新原聖生（さんみゅ〜）、MAINA（大阪☆春夏秋冬） MC：お侍ちゃん                                                                                  |                                                                           |
| EXTRA2 | 2016年11月12日 | 渋谷シダックスカルチャーホール | 新原聖生（さんみゅ〜）、MAINA（大阪☆春夏秋冬） MC：クロちゃん                                                                                  | 昼夜2部制                                                                 |
| #005   | 2017年3月18日  | TSUTAYA O-WEST                 | 原宿物語、わーすた、Flower Notes、SiAM&POPTUNe、大阪☆春夏秋冬 MC：菊地亜美                                                                     | 2017年3月25日の番組内で放送                                               |

## エピソード
- 生放送のときは、個人やアイドリング!!!の活動と重なることがある。2009年10月18日に秋葉原で自身のDVDイベントを行ったが、生放送に間に合わないことを想定して、遅刻時に流すためのコメント録りをしていた（結局間に合い事なきを得た）。また同年10月11日はアイドリング!!!の北海道ライブのためにラジオは録音、逆に同年11月15日はフジテレビでのアイドリング!!!ライブを欠演しラジオは生放送だった。
- 2009年11月1日の放送はプロ野球日本シリーズ第2戦の中継のためにラジオでは放送されなかったが、翌日のポッドキャスト用に収録が行われ、配信された。
- プレミアムでは、冒頭の番組タイトルコールを他のアイドルグループが行っているレギュラーラジオのタイトルをパロディーにして行っていた。
- 2010年4月からのナイター編成に先だって、リスナーの「都合のいい時間帯」を番組担当者がTwitterで意見を募った。その意見等の結果、2010年4月3日より土曜22:30枠へ移動した。
- 2010年2月20日、同じラジオ日本で「大川藍のラジカントロプス2.0」が放送され「リアル藍フォン」と題してリスナーへ生電話を行った。その中でドッキリとして菊地には知らせず電話をかけた。そのラジカントロプスでオンエアーされた部分が、再度本番組でも流され、菊地本人がその時の状況を説明、ローテンションぶりを釈明した。
- 2010年4月10日の品川プリンスシアターからの生中継は、当日、同会場でアイドリング!!!とYGAによるライブが行われており、かねてより菊地自身が「ライブ終わりの生の観客の声を聞きたい」と発言していたことが発端。実際には、当日のライブに菊地の出演予定はなく、観客が生や電話で出演することもなかったが、ライブを終えたばかりの酒井瞳と林沙奈恵が飛び入りゲストとして参加し、ライブ終演後の感想を述べ、その中継の様子をライブ観覧後の観客が見ることが出来た。またラジオと同時にUstreamにて配信を行った。
- 2010年6月5日はUSTREAMスタジオ渋谷からラジオ・Ustreamの同時生放送を行ったが、当日はラジオ放送に先がけて15時頃よりUstream回線を接続し、技術チェック、リハーサルの模様も中継した。またその中で本番で使用するクイズの問題をTwitterで意見を募りながら作成した。
- 2010年から行われている「TOKYO IDOL FESTIVAL」の会場から菊地がアイドリング!!!を卒業する2014年まで5年連続公開生放送を行っている。2010年は「よしもとプリンスシアター」の入口前のスペース、2011年と2012年はゆりかもめ・テレコムセンター駅前の「滝の広場」、2013年と2014年はフジテレビ湾岸スタジオ・多目的ホールで行われた。
- 2010年9月4日には、当番組に加えて、24時（9月5日0時）からの「ラジカントロプス2.0」を「『菊地亜美の1ami9』スペシャルバーション」として放送し、両方に生出演。1990年9月5日生まれの菊地にとって、前者は10代最後の、後者は20歳最初の放送となった。
- 2010年11月27日放送分は11月14日に日本工学院八王子専門学校にて公開収録を行なった模様が放送された。この公開収録は菊地が最寄り駅から会場までの道に迷い開始予定時刻までに到着できず、当初の予定時間から大幅に遅れての公開収録スタートとなった。
- 2010年12月11日放送回、ゲストのバカリズムの選曲でバニラビーンズの曲を流した。番組公式Twitterがそれをツイートしたところ即座にバニラビーンズのレナが反応、その事を契機に番組放送中にTwitter上でのゲストブッキングに発展。翌2011年2月5日放送回でゲストとして出演した。
- 2010年度の民放ラジオ統一キャンペーン「ラジオがやってくる!」においてラジオ日本代表として神奈川県立上矢部高等学校を訪問し同校生徒を交えて番組収録を行った。この模様は2011年3月3日に特別番組として放送された。2012年度の同キャンペーンでも上矢部高校を訪れ番組収録を行っている（2013年3月16日放送）[18]。
- 2011年2月にリスナーの希望した場所で収録を行う企画が発足。3月5日放送分での抽選の結果、都電荒川線の車両を借り切って公開収録をすることに決定したが、3月11日に発生した東日本大震災の影響により当面の実施が困難となってしまった。そのため新たに公開収録の希望会場の募集を行なっている。
- 2011年5月2日、菊地のたっての希望により同じラジオ日本の番組「びびこのMOON 月 SEE STARS」にゲスト出演。この日の放送は1ami9のpodcastでも配信された。同番組内でびびこと意気投合したことから後日当番組の9月3日の放送分にびびこがゲスト出演した。また、2011年11月19日のラジオ生放送本番前にUstreamで準備中のスタジオの様子を配信していたところ別スタジオで「MOON 月 SEE STARS」収録をしていたびびこが飛び入り参加、当日の番組ゲストとして来ていた大川藍の運勢を占った。
- 2011年8月13日の生放送は菊地が体調不良のため急遽スタジオ進行を9nineの西脇彩華が担当し、菊地は電話で出演した。後日8月25日の西脇のレギュラー番組「STROBE NIGHT!」(NACK5)の生放送に菊地が急遽ゲスト出演、翌2012年3月8日には立場を逆転しSTROBE NIGHTの生放送を欠席する西脇の代打パーソナリティーを務め、局の垣根を超え事実上の番組相互乗り入れを実現した。
- 2011年11月5日放送分は、2011年10月29日に行われたみなとみらい・クイーンズスクエア横浜での公開収録の模様が放送されたが、重盛さと美に加え、菊地の実姉（通称「あねね」）もゲスト出演。あねねは生歌対決（勝った方の曲のみ放送で流れる）で「慟哭」（工藤静香）を歌い、「職業:アイドル。」を歌った菊地に勝っている。
- 放送3周年記念となった2012年10月13日の放送で、福田から「一回55分間フリートークにチャレンジして欲しい」との要望があった。それを受けて、2012年11月17日放送では、オープニングからエンディングまで55分間フリートークを行った。この日の放送は録音放送であったが、放送とサイマルでUstreamで配信された。2014年8月30日放送でも60分間フリートークを行っている。
- 2015年10月3日放送分は9月13日に行われた「1ami9LIVE!」の模様が放送された。イベント終了前にサプライズで菊地とわーすたの坂元葉月の生誕祭を行った。
- 2017年4月改編が4月1日から始まる関係で、2017年4月1日（暦日）は1:00 - 2:00（金曜深夜最後の放送）と22:00 - 22:30（土曜夜最初の放送）の2回放送がある。